# 大若盧德西克
51°19′9″N 26°6′24″E / 51.31917°N 26.10667°E
大若盧德西克（烏克蘭語：Великий Жолудськ），是烏克蘭西北部的村莊，隸屬里夫內州的瓦拉什區。該村始建於1510年，面積26平方公里，海拔高度156米，2001年人口1,200，人口密度每平方公里30.7人。